# Latinex
Unter der Bezeichnung Latinex (Latin American Stock Exchange) - bis 2021 Bolsa de Valores de Panama (Panama Stock Exchange) - firmiert die Wertpapierbörse Panamas. Sie befindet sich in Panama, der Hauptstadt des Landes. Es handelte sich um eine Initiative um der politischen und wirtschaftlichen Krise im Land im Jahr 1989 entgegenzuwirken. Die erste Handelssitzung der Börse fand am 26. Juni 1990 statt. 

## Mitgliedschaften
- Sie war Mitglied in der World Federation of Exchanges.[1]
- Ibero-American Federation of Exchanges
- Sustainable Stock Exchanges Initiative

## Geschichte
Die BVP gründete die Central Latinoamericana de Valores, S.A. (auch bekannt als Latin Clear) im Jahr 1997 um über sein elektronisches System Clearing und Liquidation für Börsengeschäfte bereitzustellen. Am 14. August 2009 gaben BVP und die Wertpapierverwahrstelle Central Latinoamericana de Valores SA bekannt, dass sie die Zustimmung der Aktionäre für eine Unternehmensumstrukturierung zur Gründung einer Holdinggesellschaft für beide Unternehmen einholen würden.
Dies erfolgte im Jahr 2010 und fasste alle Aktivitäten unter der Latinex Holdings zusammen, was seit 2021 auch der offizielle Name der Börse ist.